# 마이크로데이터 통합서비스
마이크로데이터 통합서비스는 대한민국 통계청에서 제공하는 마이크로데이터 이용 수단의 하나이다. 통계청에서 제공하는 마이크로데이터 중 가장 넓은 범위의 자료인 특수목적용 자료는 마이크로데이터 이용센터(RDC, Research Data Center)를 방문하여 이용할 수 있다. 이용센터는 2019년 7월 기준 전국 9곳에서 운영 중이다.

## 기본 현황
- 국회도서관 RDC 설치: 통계청, 국회도서관, 국회입법조사처는 2018년 4월 26일 업무협약(MOU)을 체결하고 국회도서관 내에 마이크로데이터 이용센터(RDC) 설치를 위한 양해각서를 체결하였다.[2][3]